# Campanus (Mondkrater)
Campanus ist ein Einschlagkrater im Südwesten der Mondvorderseite zwischen Mare Nubium und Palus Epidemiarum, südöstlich des Kraters Hippalus und unmittelbar nordwestlich von Mercator.
Der etwas unregelmäßig geformte Kraterrand ist wenig erodiert und weist zum weitgehend ebenen Inneren hin Terrassierungen auf.
| Buchstabe | Position           | Durchmesser | Link |
| --------- | ------------------ | ----------- | ---- |
| A         | 26,01° S, 28,73° W | 11 km       |      |
| B         | 29,32° S, 29,29° W | 6 km        |      |
| G         | 28,67° S, 31,41° W | 10 km       |      |
| K         | 26,72° S, 28,49° W | 5 km        |      |
| X         | 27,83° S, 27,48° W | 3 km        |      |
| Y         | 27,87° S, 28,29° W | 4 km        |      |

Der Krater wurde 1935 von der IAU nach dem italienischen Mathematiker und Astronomen Campanus von Novara offiziell benannt.